# Заречье (Киевская область)
Заречье (укр. Заріччя) — село, входит в Васильковский район Киевской области Украины.
Население по переписи 2001 года составляло 222 человека. Почтовый индекс — 08637. Телефонный код — 4571. Занимает площадь 5,053 км². Код КОАТУУ — 3221486502.

## История
В 1946 г. указом ПВС УССР хутор Хамбиков переименован в Заречье
Заречье, хутор, Киевская область. На левом берегу реки Стугны, на мысу, образованном двумя оврагами, городище, сильно испорченное карьером кирпичного завода. Поселение состоит из 2-х укрепленных частей — детинца и окольного города общей площадью около 1,5 га. Высота вала детинца с напольной стороны достигает 2 м, а глубина рва — 5 м. В валу обнаружена сырцовая кладка, характерная для строительства эпохи Владимира Святославича и дубовые городни. Большой интерес представляют ворота в виде узкого проема, обложенного дубовыми плахами, ведшие из детинца в окольный город. Ворота были перекрыты надвратной башней. Все материалы, найденные на городище, датируются концом X — началом XI века. Особый интерес представляет находка 2-х серебряников I и III типов князя Владимира Святославича. Поселение погибло во время сильного пожара. По предположению Б. А. Рыбакова его можно отождествить с Новгородом Малым, известным из жития Феодосия Печерского (XI в.).

## Местный совет
08637, Київська обл., Васильківський р-н, с. Погреби, вул. Леніна,15а